# Arrondissement Bernay
Arrondissement Bernay (fr. Arrondissement de Bernay) je správní územní jednotka ležící v departementu Eure a regionu Normandie ve Francii. Člení se dále na 16 kantonů a 263 obcí.

## Kantony
- Amfreville-la-Campagne
- Beaumesnil
- Beaumont-le-Roger
- Bernay-Est
- Bernay-Ouest
- Beuzeville
- Bourgtheroulde-Infreville
- Brionne
- Broglie
- Cormeilles
- Montfort-sur-Risle
- Pont-Audemer
- Quillebeuf-sur-Seine
- Routot
- Saint-Georges-du-Vièvre
- Thiberville